# Programa Catalunya Magrib
El Programa Catalunya Magrib (PCM) va ser una acció del Departament de Benestar i Família de la Generalitat de Catalunya operada a través de l'ONGD "La Torna, Cooperació i Desenvolupament Sostenibles" i del "Casal dels Infants del Raval" qui, el mes de setembre de 2005, en nom del Govern de Catalunya, iniciaren l'emplaçament i dinamització, a la ciutat de Tànger (Marroc), d'un dispositiu capaç de reduir el flux de nens sense acompanyament familiar que emigren irregularment des del Marroc cap a Europa. La idea inicial era desenvolupar accions de formació professional als joves magribins com a alternativa al procés emigratori, que els deixa desemparats.
Començat el mes de gener de 2006, es va anomenar successivament Projecte Tànger-Barcelona, Projecte Barcelona-Tànger, Programa Barcelona Tànger i, finalment, Programa Catalunya Magrib. Des del mes de gener fins al mes de setembre es dugueren a terme tasques d'identificació i reconeixement de la realitat de serveis socials de protecció a la infància al Marroc, interlocutors possibles, associacions col·laboradores, localització d'espais a la ciutat de Tànger, contactes institucionals, de proveïdors, etc. El 2007 va arrencar amb onze menors inscrits i el 2009 es van graduar 56 alumnes.
A finals de desembre de 2011, el nombre de nois marroquins que s'havien acollit a l'opció de retorn voluntari des de Catalunya cap al Marroc era de 34. De fet, es tractava dels primers 34 retorns voluntaris documentats des de la UE cap al Marroc (en general, cap al nord d'Àfrica). Un total de 359 alumnes havien obtingut un títol acadèmic professional gràcies al treball realitzat pel Liceu Experimental, en el si del Programa. Prop de 300 empreses de Tànger contracten laboralment els alumnes del Programa.
El mes de novembre de 2011 el Programa Catalunya Magrib fou convidat a participar, amb altres 3 experiències, en la conferència anual de l'European Council on Refugees and Exiles (ECRE) i de Save The Children, en considerar, aquestes organitzacions, que el Programa era una de les "'experiències amb millors bones pràctiques i més garantistes en matèria de menors migrants.
El mes de març de 2012 el Govern de Catalunya va decidir clausurar el Programa, deixant al carrer i sense finalitzar els seus estudis, prop de 170 alumnes, i desateses prop de 700 famílies dels barris més precaris de la ciutat de Tànger. Van ser acomiadades prop de 25 persones professionals del Marroc, formades pel Programa i que complien nivells deontològics visats pel projecte europeu. El Conseller Josep Cleries va donar ordres explícites per a finalitzar les accions abans del dia 30 de juny del 2012. Els equipaments i arxius del Programa, justificants, ordinadors, vehicles, material de formació i altres equipaments van quedar tancats en l'edifici cedit pel Marroc, malgrat els intents perquè la part catalana n'assumís la responsabilitat. A data 31 de desembre de 2014, aquell material continuava intacte en aquelles instal·lacions. Les empreses col·laboradores, anteriorment visitades per representants del Govern de Catalunya, van quedar desateses i sense comunicació sobre els aprenents alumnes contractats en pràctiques.
En data d'abril de 2015, el Ministeri de Joventut del Marroc, davant la inassistència de la part catalana, va ocupar les oficines i va traslladar la documentació i equipaments a un magatzem.